# Tropin
Tropin je derivat tropana koji sadrži hidroksilnu grupu na trećem ugljeniku. On se takođe zove 3-tropanol.
Benzatropin i etibenzatropin su derivati tropina. On je isto tako gradivni blok atropina, holinergika koji je prototipičan za muskarinske antagoniste.

## Spoljašnje veze
- Opšte reakcije tropina